# Polymixis rosinae
Polymixis rosinae är en fjärilsart som beskrevs av Bohatsch 1909. Polymixis rosinae ingår i släktet Polymixis och familjen nattflyn. Inga underarter finns listade i Catalogue of Life.